# I Don’t Wanna Leave
I Don't Wanna Leave – singel polskiej piosenkarki Lidii Kopani napisany i skomponowany przez Alexandra Geringasa, Bernda Klimpla, Rike'a Boomgaardena i Dee Adama oraz wydany w 2009 pod szyldem wytwórni EMI Music Poland.
W lutym utwór wygrał finał krajowych eliminacji eurowizyjnych Piosenka dla Europy 2009, dzięki czemu reprezentował Polskę podczas 54. Konkursu Piosenki Eurowizji w 2009. 14 maja Kopania zaśpiewała go w drugim półfinale widowiska organizowanego w Moskwie i zajęła ostatecznie 12. miejsce, przez co nie zakwalifikowała się do finału.

## Nagrywanie
Utwór został napisany przez Alexandra Geringasa, Rike'a Boomgaardena, Dee Adama i Bernda Klimpla, lidera zespołu Kind of Blue. Demo piosenki zostało zaśpiewane przez Geringasa w języku rosyjskim. Sesja nagraniowa piosenki odbywała się w Hamburgu. W rozmowie z portalem eurowizja.org Kopania przyznała: Atmosfera w studiu była wyjątkowa. (...) Nagrywając utwór, nie rozmawialiśmy o tempie, sylabach czy poszczególnych dźwiękach, ale o emocjach.

## Teledysk
Teledysk do utworu „I Don't Wanna Leave" został opublikowany 4 lutego 2009 na oficjalnym kanale artystki na YouTube. Reżyserem klipu został Jacek Kościuszko.

## Lista utworów
CD single
1. „I Don't Wanna Leave”

CD maxi-single
1. „I Don't Wanna Leave” (nośnik CD)
2. „I Don't Wanna Leave” (wersja instrumentalna) (nośnik CD)
3. Klip z trasy promocyjnej (nośnik DVD)
4. Teledysk do utworu (nośnik DVD)

## Listy przebojów
| Kraj   | Notowania (2009)               | Pozycja |
| ------ | ------------------------------ | ------- |
| Polska | Liga Hitów Radia Zet           | 1       |
| Polska | Lista Przebojów Radia Olsztyn  | 1       |
| Polska | Lista Przebojów Radia FaMa     | 1       |
| Polska | Lista Przebojów Radia Podlasie | 2       |
| Polska | Lista Przebojów RDN Małopolska | 2       |
| Polska | Lista Przebojów Radia PiK      | 3       |
| Polska | Lista Przebojów Radia Rzeszów  | 3       |
| Polska | Lista Przebojów Radia Victoria | 10      |
| Polska | Lista Przebojów Radia El       | 10      |